# Lophocampa brasilibia
Lophocampa brasilibia är en fjärilsart som beskrevs av Embrik Strand 1919. Lophocampa brasilibia ingår i släktet Lophocampa och familjen björnspinnare. Inga underarter finns listade i Catalogue of Life.